# برونو کرایسکی
برونو کرایسکی (آلمانی: Bruno Kreisky; زاده ۲۲ ژانویهٔ ۱۹۱۱ – درگذشته ۲۹ ژوئیهٔ ۱۹۹۰) سیاست‌مدار اهل اتریش و صدراعظم آن کشور از ۱۹۷۰ تا ۱۹۸۳ بود.
وی از سال ۱۹۵۹ تا ۱۹۶۶ به عنوان وزیر امور خارجه خدمت کرد او احتمالاً موفقترین رهبر سوسیالیستی اتریش و شخصیتی است که یک کشور کوچک بی‌طرف را به یک نقش عمده اخلاقی و سیاسی در صحنه جهانی ارتقا داده‌است.